# Пшиґоди
Пшиґоди (пол. Przygody) — село в Польщі, у гміні Сухожебри Седлецького повіту Мазовецького воєводства.
Населення — 412 осіб (2011).
У 1975-1998 роках село належало до Седлецького воєводства.

## Демографія
Демографічна структура станом на 31 березня 2011 року:
|          | Загалом | Допрацездатний вік | Працездатний вік | Постпрацездатний вік |
| -------- | ------- | ------------------ | ---------------- | -------------------- |
| Чоловіки | 215     | 55                 | 141              | 19                   |
| Жінки    | 197     | 33                 | 114              | 50                   |
| Разом    | 412     | 88                 | 255              | 69                   |